# Tocsigi prefektúra
Tocsigi prefektúra  (栃木県; Hepburn: Tochigi-ken) Japánban, Honsú szigetén, Kantó régióban fekszik. Fővárosa Ucunomija.
A prefektúrában található Nikkó város, amit az UNESCO világörökséggé nyilvánított az ősi Sintó szentélyeivel és Buddhista templomaival. Nikkó körülbelül egy órára van Tokióból vonattal és hozzávetőlegesen 36 km nyugatra a fővárostól, Ucunomijától.
Egy másik híres része Tocsiginek a Naszu terület, ami főként onszeneiről, a helyi szakéról és a sí központjáról ismert. A császári családnak is volt egy villája Naszuban. A Naszu-Siobara egy fontosabb sinkanszen állomás.

## Földrajz

Tocsigi jelenlegi térképe

A belső prefektúrák között helyezkedik el Kantó régió északi részén, szomszédos Gunma, Szaitama és Fukushima prefektúrákkal.
Tocsigi klímája besorolható a nedves kontinentális éghajlati zónába nagy ingadozással a hőmérsékletben. A telek szárazak száraz széllel, miközben a nyarak nyirkosak gyakori viharokkal.
A populáció Tocsigiben a 2010-es novemberi adatok alapján hozzávetőlegesen 2 005 096 fő.
A prefektúra közepében található a legnagyobb nyitott síkság egész Kantó régióban. Sirane (2578 m), Nantai (2484 m) és Naszudake (1917 m) hegyek az északi részen találhatók. Kinugava, Nakagava és Vatarasze folyók ebből a régióból erednek és keresztülfolynak a Kantó-síkságon mielőtt belefolynak a Csendes-óceánba. Tocsigi a 20. legnagyobb prefektúra Japánban a maga 6408 négyzetkilométer területével.
2015. április 1-étől, a prefektúra teljes területének a 21%-át nemzeti parkká nyilvánították, nevezetesen Nikkó Nemzeti park, Oze Nemzeti Park és nyolc további nemzeti park.

## Történelem
A Meidzsi-restauráció előtt, Simocuke provinciaként volt ismert.
A 15. század elején Asikaga Gakko, japán legöregebb felső oktatási intézményét újraalapították, a 16. században több mint 3000 diákot tartott el. Xavéri Szent Ferenc mutatta be a világnak Asikagát, mint a legjobb egyetem Japánban.
A korai 17. században Japánt egyesítette Tokugava Iejaszu sógun. A halála után a Tósó-gú szentélyt Nikkóban építették fel ott, ahol a sógunok szerinte a szent föld megvédi és tiszteli Iejaszut. A Nikkó Tósó-gú létesítmény 1617-ben országos figyelmet hozott Nikkónak. A Tokugava-sógunátus fejlesztette a Nikkó Kaidót (日光街道, része a Nikkót Edóval összekötő főútnak) és a megkövetelte a pazarló felvonulásokat Iejaszu, a Tokugava sógunok sorának megalapítója tiszteletére.
A késő 19. században a Tokugava-sógunátus elbukott és az új kormányzat kiépítette a prefektúrákat. A prefektúra fővárosát Tocsigi városba létesítették miután Ucunomija prefektúrát és Tocsigi prefektúrát egyesítették 1873-ban. 1884-ben azonban a fővárost áttelepítették Ucunomijába.
2011 márciusában, a Fukusimai atomerőmű-balesetet követően Ucunomijában a radioaktivitás értéke 33-szor magasabb volt a normál értéknél.

## Városok

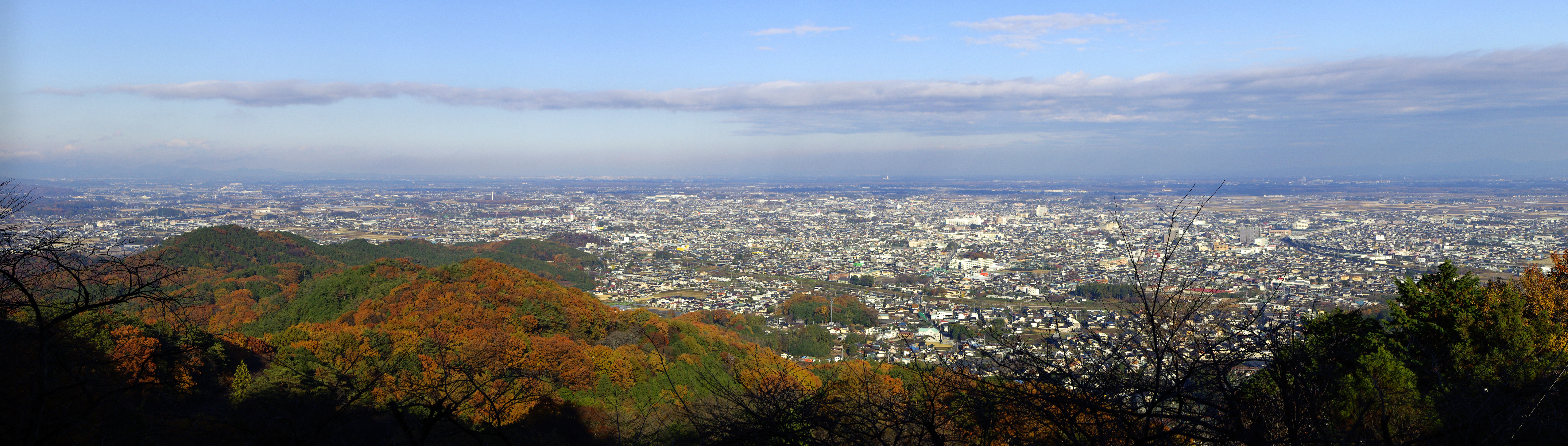
Tocsigi város

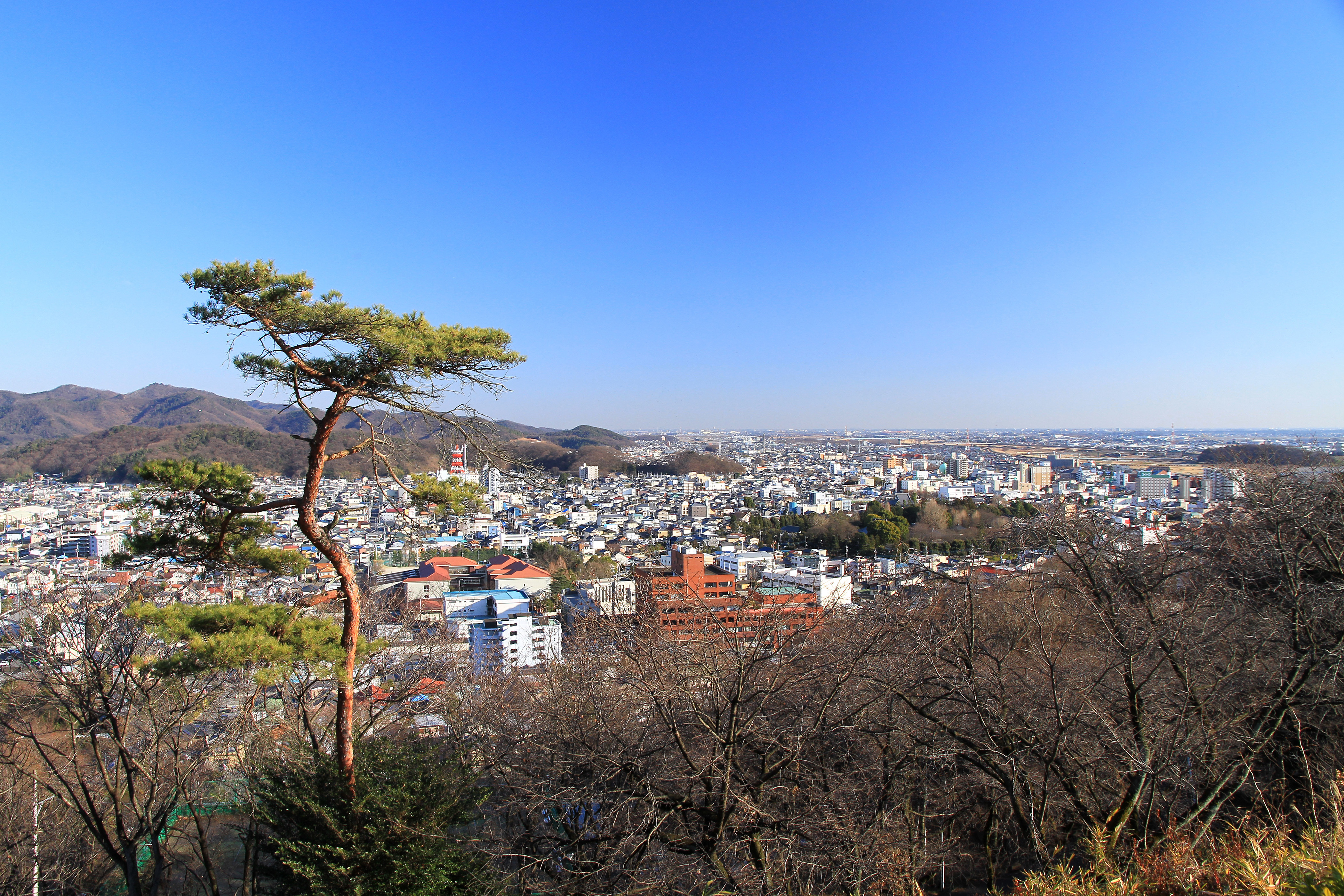
Asikaga látképe

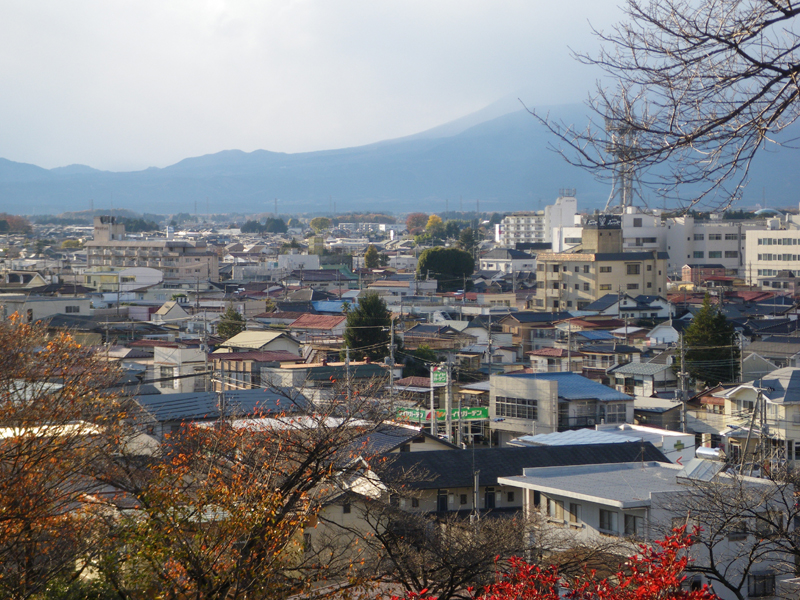
Otavara

A legfontosabb város Ucunomija híres a gjoza specialista boltjairól. Szintén Ucunomijában, Tocsigi prefektúrában van a legnagyobb bevásárlóközpont az egész észak Kantó régióban, a Bell Mall.

### Nagyvárosok
Tizennégy nagyváros található Tocsigi prefektúrában:
| - Asikaga - Kanuma - Mooka - Naszukaraszujama | - Naszusiobara - Nikkó - Ótavara - Ojama | - Szakura - Szano - Simocuke | - Tocsigi - Ucunomija - Jaita |

### Városok
A városok az összes körzetben:
| - Haga körzet - Haga - Icsikai - Masiko - Motegi | - Kavacsi körzet - Kaminokava - Naszu körzet - Naszu - Nakagava | - Simocuga körzet - Mibu - Nogi | - Sioja körzet - Sioja - Takanezava |

## Ipar és mezőgazdaság

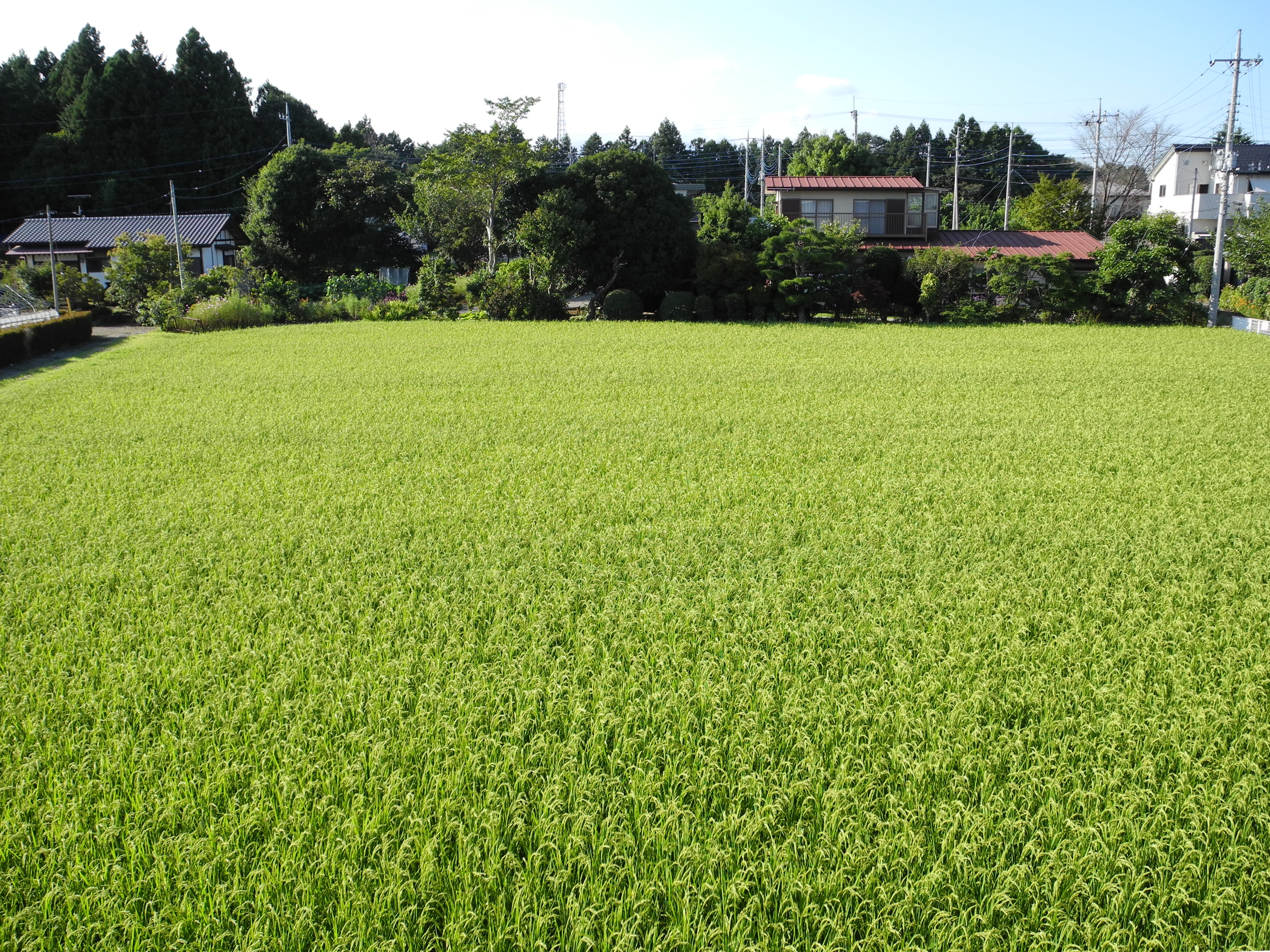
Rizsföld Naszusiobarában

Tokió közelében, Tocsigi az otthona számos testületnek és ipari övezetnek, beleértve a Kijohara Ipari Komplexumot, az egyik legnagyobb belső területi ipari komplexumot az országban.
Az ipari termelés a prefektúra teljes kivitelének a 36,6%-t adja. Autó alkatrészek és kiegészítők az elsődleges termékek, ezeket követik az járművek, rádiók és televíziók, gyógyászati segédeszközök és vezeték nélküli kommunikációs eszközök.
Az évi bruttó mezőgazdasági kivitel Tocsigiben közel 274 millió jen. Rizst és zöldségek termesztenek, haszonállatokat tenyésztenek a régióban. Továbbá Tocsigi ismert az eper, kínai metélőhagyma és japán barack eladásáról egész Japánban és ezeket exportálják más országokba is. Megközelítőleg 55%-a Tocsiginek erdővel borított. Gombák, mint a shiitake gomba, az erdőgazdaság felét teszi ki, a kivitel összege megközelítőleg 5,6 millió jen.

## Oktatás

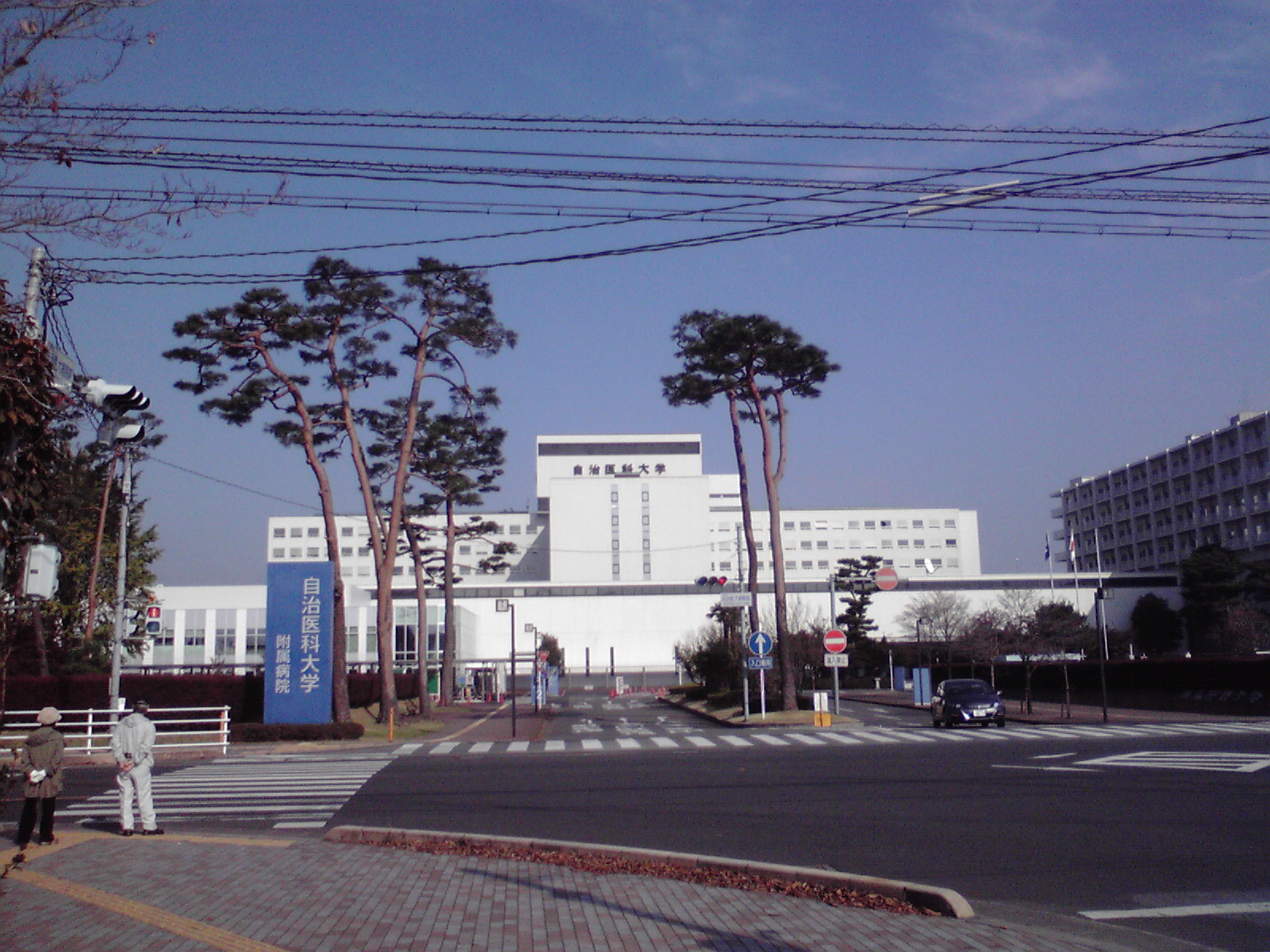
Dzsicsi Orvosi Egyetem

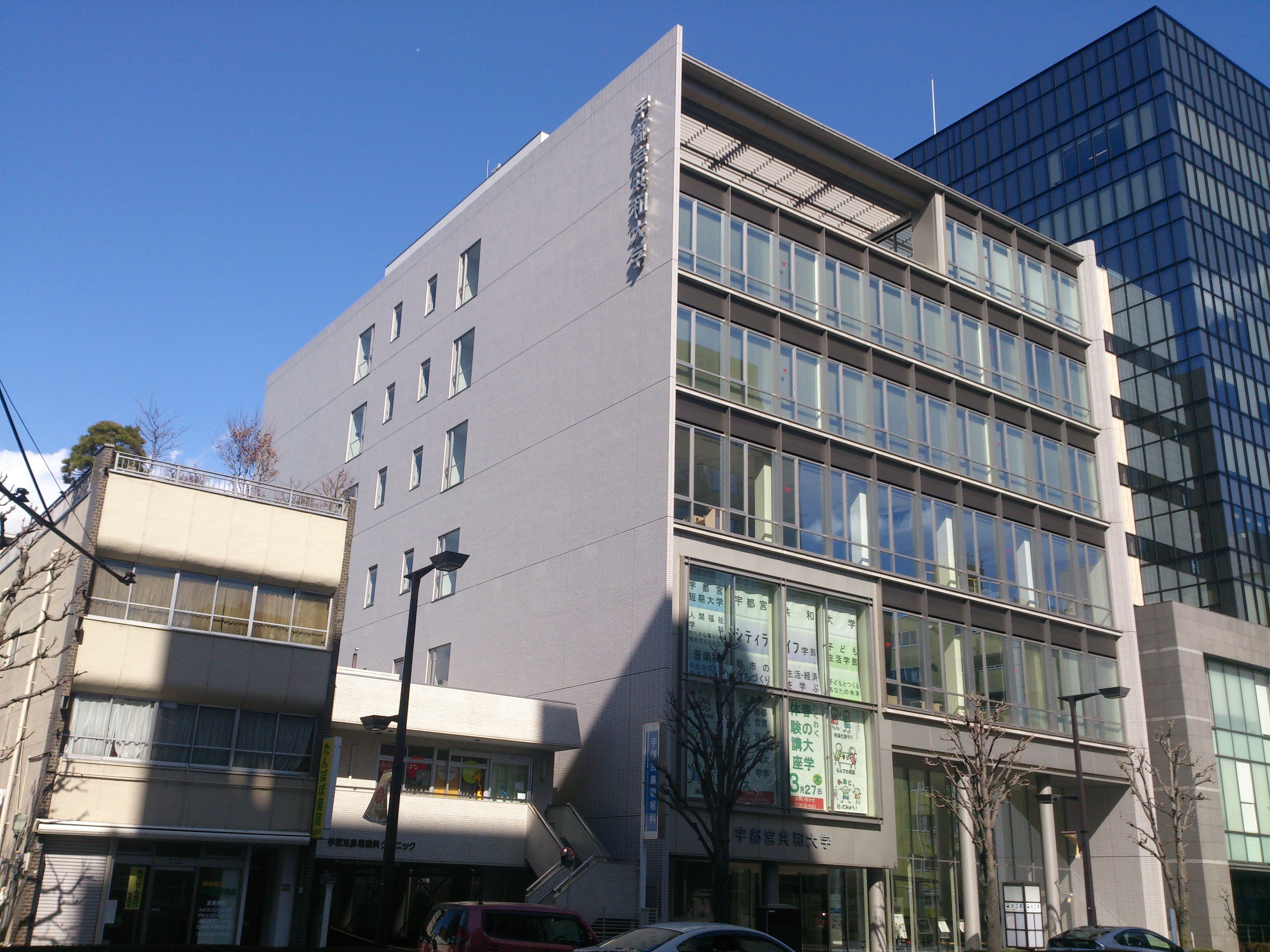
Ucunomija Kjova Egyetem

Tocsigi számos egyetem és főiskola otthona. Alább megtalálható néhány egyetem listája Tocsigiben:
- Asikaga Technológiai Intézet
- Bunszei Művészeti Egyetem, Ucunomija
- Dokkjo Orvostudományi Egyetem, Mibu
- Hakuoh Egyetem, Ojama
- Nemzetközi Egészségügyi és Népjóléti Egyetem, Otavara
- Dzsicsi Orvostudományi Egyetem, Simocuke
- Ojama Nemzetközi Technológiai Egyetem
- Szakusin Gakuin Egyetem, Ucunomija
- Szano Főiskola
- Teikjo Egyetem, Ucunomija
- Tocsigi Ipari és Technológiai főiskola (központi), Ucunomija
- Tocsigi Ipari és Technológiai főiskola (észak), Naszu
- Tocsigi Ipari és Technológiai főiskola (dél), Asikaga
- Ucunomija Kjova Egyetem, Ucunomija és Naszusiobara
- Ucunomija Egyetem

## Turizmus

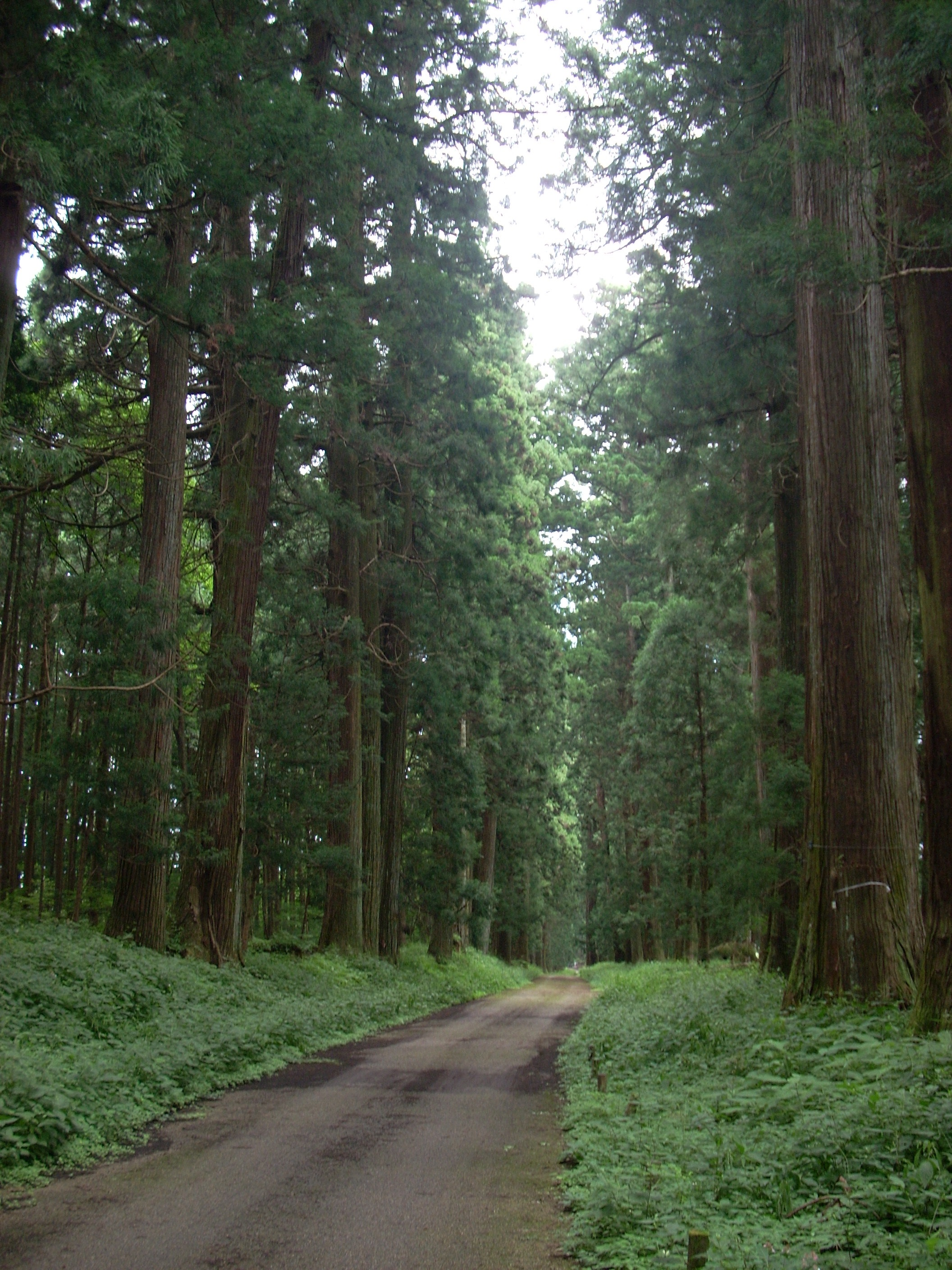
Nikkói cédrus fasor

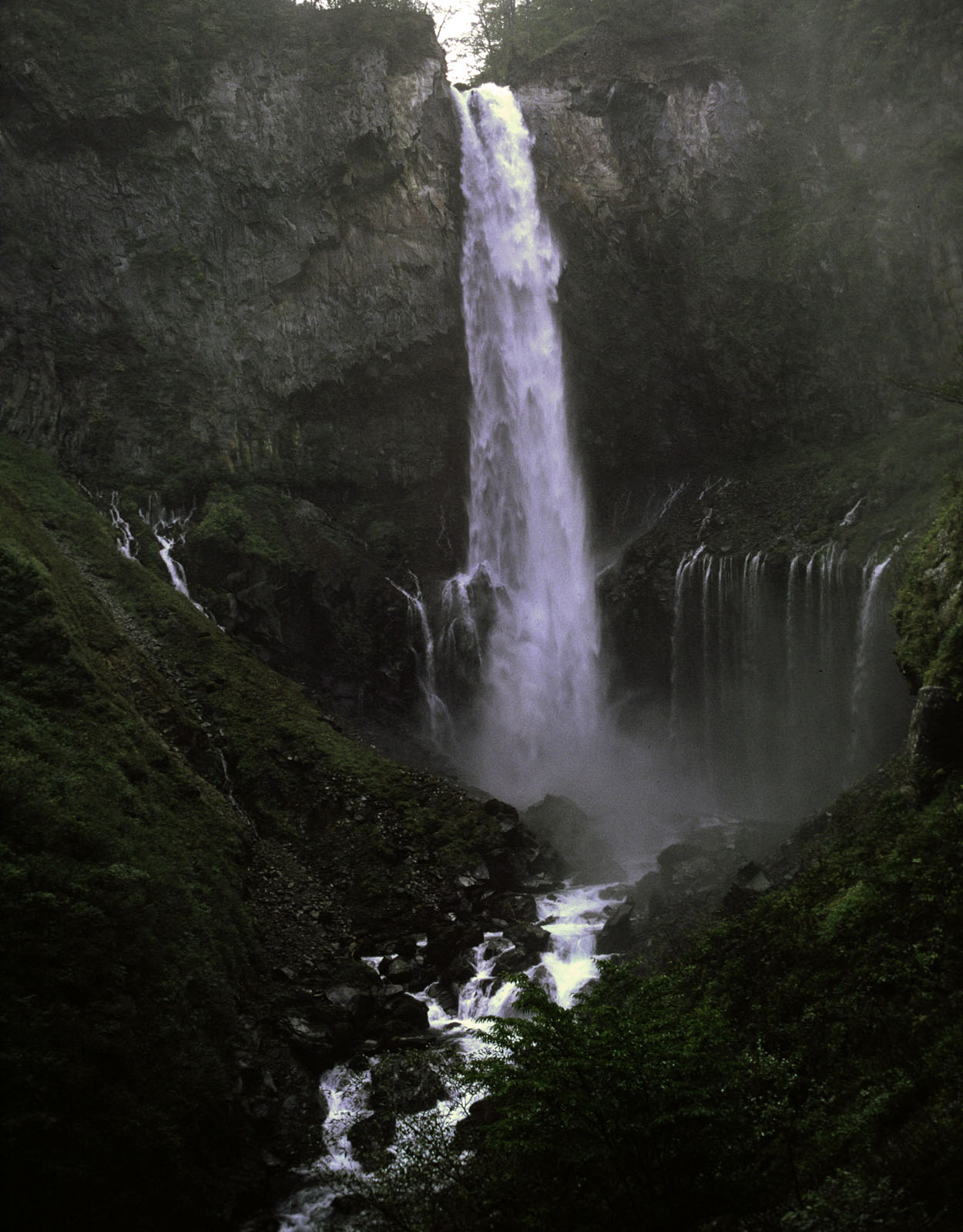
Kegon vízesés

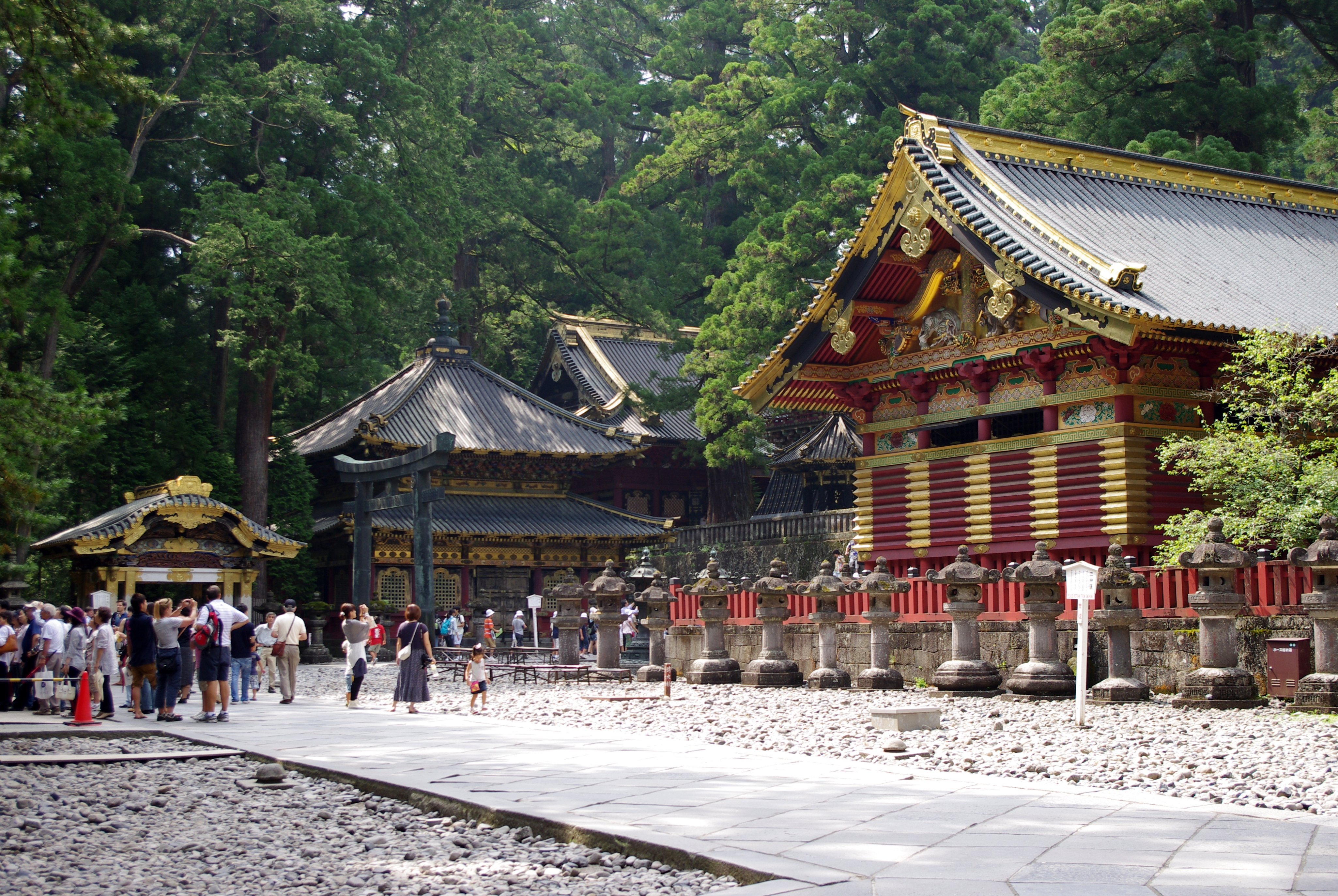
Nikkó Tósó-gú

A Nikkó Nemzeti Park egy híres UNESCO világörökség, ami tizedikként lett regisztrálva a világörökségek közé 1999-ben. A nemzeti parkot körülveszi a Rinnó-dzsi, Nikkó Tósó-gú, Nantai hegy és Futaraszan szentély. A Kegon vízesés Nikkóban egy népszerű turistalátványosság. Emellett 400 éves Japán cédrus sor, a híres Nikkói cédrus fasor durván 35 km hosszú, ezzel a világ leghosszabb fával övezett sétány a világon.
A sokkal újabb keletű és modern látványosság a Twin Ring Motegi körverseny pálya, az egyetlen IndyCar versenynek otthont adó pálya Az Egyesült Államokon kívül. A pálya helyet ad sok más versenynek és eseménynek, beleértve Formula–1 és motorversenyeket, továbbá fesztiváloknak és tűzijátékos eseményeknek. Tocsiginek sok hagyományos fesztiválja van, mint a Nikkó Tósó-gú 1000 szamuráj menete, a Lóháton Íjazás Fesztiválja és Tocsigi város Őszi Fesztiválja.

## Közlekedés

### Utak
A prefektúrában az észak-déli tengelyen utazva az ország többi részével összeköti a Tóhoku autópálya és az új és régi 4-es útvonal. Keletről nyugatra átível az 50-es út, ami összeköti Tocsigi déli részét Ibaraki és Gunma prefektúrákkal.
Tocsigit, Gunmát és Ibarakit a Kita-Kantó autópálya is összeköti, a 18,5 km ami összeköti a Tocsigi-Cuga közlekedési csomópontot és a Ucunomija-Kaminokava közlekedési csomópontot.

### Vasút
A Tóhoku Sinkanszen és a JR Ucunomija vonal a két fő vasútvonal észak- és dél-Tocsigin keresztül. A sinkanszen Tokiótól Ojamáig, Tocsigi déli részéig 43 perc alatt ér el. Ucunomija vonattal 48 perc alatt érhető el.

### Légi közlekedés
Fukusima Reptér megközelítőleg 1 óra autóval Ucunomijától a Tóhoku autópályán. A nemzetközi és országos légi utas szállítás a Narita Nemzetközi Repteren keresztül történik, ami átlagosan 3 óra utazás autóval Ucunomijából.

## Fordítás
- Ez a szócikk részben vagy egészben a Tochigi Prefecture című angol Wikipédia-szócikk ezen változatának fordításán alapul.  Az eredeti cikk szerkesztőit annak laptörténete sorolja fel. Ez a jelzés csupán a megfogalmazás eredetét és a szerzői jogokat jelzi, nem szolgál a cikkben szereplő információk forrásmegjelöléseként.